# 갈색날개매미충
갈색날개매미충은 큰날개매미충과의 곤충이다. 먹날개매미충과 상당히 유사하게 생겼다. 성충은 암갈색으로 몸길이가 8.2~8.7mm이다. 약충은 몸길이가 약 4.5mm로 항문을 중심으로 흰색 또는 노란색 밀랍물질을 형성한다. 연 1회 발생하고 가지 속에서 알로 월동한다. 약충은 5월 중순~8월 중순에 나타나며, 성충은 7월 중순~11월 중순에 나타나서 주로 1년생 가지에 2줄로 산란한 후 톱밥과 흰색 밀납물질을 혼합해 덮는다. 미국선녀벌레와 마찬가지로, 농작물의 즙을 빨아먹어 피해를 주는 농업해충이다. 성충이 가지에 산란해 가지가 말라 죽으며, 성충과 약충이 잎과 어린 가지, 과실에서 수액을 빨아 먹고, 부생성 그을음병을 유발한다.
학명  Ricania sublimata Jacobi, 1915